# NGC 3811
NGC 3811 ist eine Balken-Spiralgalaxie vom Hubble-Typ SBc/P im Sternbild Großer Bär. Sie ist schätzungsweise 141 Millionen Lichtjahre von der Milchstraße entfernt.
Das Objekt wurde am 9. Februar 1788 von Wilhelm Herschel entdeckt.